# Veniamin Reshetnikov
Veniamín Sergueyévich Reshétnikov –en ruso, Вениамин Сергеевич Решетников– (Novosibirsk, 28 de julio de 1986) es un deportista ruso que compite en esgrima, especialista en la modalidad de sable.
Ganó seis medallas en el Campeonato Mundial de Esgrima entre los años 2010 y 2015, y siete medallas en el Campeonato Europeo de Esgrima entre los años 2007 y 2019.
Participó en dos Juegos Olímpicos de Verano, ocupando el cuarto lugar en Londres 2012 y el séptimo en Tokio 2020, en la prueba por equipos.

## Palmarés internacional
| Campeonato Mundial | Campeonato Mundial      | Campeonato Mundial | Campeonato Mundial |
| Año                | Lugar                   | Medalla            | Prueba             |
| ------------------ | ----------------------- | ------------------ | ------------------ |
| 2010               | París (Francia)         | Medalla de oro     | Sable por equipos  |
| 2010               | París (Francia)         | Medalla de bronce  | Sable individual   |
| 2011               | Catania (Italia)        | Medalla de oro     | Sable por equipos  |
| 2013               | Budapest (Hungría)      | Medalla de oro     | Sable individual   |
| 2013               | Budapest (Hungría)      | Medalla de oro     | Sable por equipos  |
| 2015               | Moscú (Rusia)           | Medalla de plata   | Sable por equipos  |
| Campeonato Europeo |                         |                    |                    |
| Año                | Lugar                   | Medalla            | Prueba             |
| 2007               | Gante (Bélgica)         | Medalla de oro     | Sable por equipos  |
| 2009               | Plovdiv (Bulgaria)      | Medalla de oro     | Sable individual   |
| 2011               | Sheffield (Reino Unido) | Medalla de bronce  | Sable por equipos  |
| 2012               | Legnano (Italia)        | Medalla de oro     | Sable por equipos  |
| 2014               | Estrasburgo (Francia)   | Medalla de plata   | Sable individual   |
| 2014               | Estrasburgo (Francia)   | Medalla de plata   | Sable por equipos  |
| 2019               | Düsseldorf (Alemania)   | Medalla de oro     | Sable individual   |